# Kedung Pengaron
Kedung Pengaron (Kedungpengaron) is een bestuurslaag in het regentschap Pasuruan van de provincie Oost-Java, Indonesië. Kedung Pengaron telt 1647 inwoners (volkstelling 2010).